# Quarto Voo Experimental da SpaceX Starship
O Quarto Voo Experimental da SpaceX Starship (Integrated Flight Test 4, ou IFT-4) aconteceu em 6 de junho de 2024, realizando o lançamento do protótipo da Starship, o foguete mais poderoso criado até a data.
Os principais objetivos deste teste de voo, ambos os quais foram bem sucedidos, seriam simular uma aterrisagem controlada na torre de lançamento por parte do Booster 11 no Golfo do México, e para a Starship 29 sobreviver ao pico de temperatura durante reentrada atmosférica. A Starship 29 não apenas realizou a reentrada, como também fez uma aterrisagem controlada no Oceano Índico. 

## Mudanças desde o voo anterior
Em março de 2024, o terceiro voo de testes (IFT-3) realizou queimas de reentrada bem sucedidas tanto para o Super Heavy Booster quanto para a Starship, com a Starship também alcançando velocidade orbital. Entretanto, durante a reentrada atmosférica, a espaçonave foi destruída. Após análise do incidente, a FAA afirmou que modificações na licença de voo poderiam ser necessárias para incorporar medidas corretivas. A nova licença, necessária para permitir o quarto voo de teste, foi concedida pela Comissão Federal de Comunicações (FCC) em 18 de abril.
A SpaceX planeja uma tentativa de pousar o booster de volta na torre de lançamento com a IFT-5, caso o teste virtual de pouso do booster da IFT-4 seja bem sucedido. Em 17 de maio, a SpaceX pediu que a FAA tomasse medidas para possibilitar o lançamento da IFT-4 enquanto investigações sobre os problemas da IFT-3 ainda estavam em andamento, caso fosse determinado que não houve perigo para o público. Em análise da SpaceX, finalizada em 28 de maio e supervisionada pela Administração Federal de Aviação (FAA), concluíu-se que o teste não gerou perigos ao público, apesar disso não ser considerada uma permissão para um novos lançamentos.
Em 4 de junho, a SpaceX recebeu permissão da FAA para lançamento. Além disso, a FAA listou três resultados que não iniciariam uma investigação em caso de acidentes: a Starship queimar na reentrada, os flaps não terem controle suficiente, e falha dos motores Raptor 2 em reacender para aterrisagem.

## Perfil de voo
O perfil da missão da IFT-4 foi praticamente igual ao da IFT-3, excluindo a demonstração de transferência de propelentes, demonstração da porta da área de carga, e demonstração da reignição dos motores Raptor.
Um dos 33 motores Raptor do Booster 11 falhou em continuar aceso durante a queima inicial, e um dos treze usados na queima de aterrisagem falhou em reacender. Nenhuma dessas falhas afetou o resultado do voo, já que a SpaceX havia considerado redundância desde o início como parte do próprio design. Para reduzir a massa durante a descida, a SpaceX fez uma mudança temporária de design neste teste, ejetando o anel de hot-staging do Booster.
O Booster 11 simulou com sucesso uma aterrisagem vertical sobre o Golfo do México, pousando no oceano.
Após completar a queima dos motores para entrar em uma trajetória orbital, a Starship 29 reentrou na atmosfera com sucesso, mantendo controle de atitude apesar de significantes e visíveis danos à estrutura, incluindo a perda de alguns pedaços do escudo térmico. Após a descida em velocidade hipersônica através da atmosfera, a Starship 29 realizou a simulação de uma aterrisagem vertical sobre o oceano, finalmente pousando no Oceano Índico. Elon Musk afirmou que a nave manteve controle subsônico, mas pousou cerca de 6km fora do local planejado.
| Tempo     | Evento | 6 de junho de 2024                                     |
| --------- | --- | ------------------------------------------------------ |
| −01:15:00 | Diretor de Voos da SpaceX realiza votação e verifica que estão todos de acordo para carregamento de propelentes | Sucesso                                                |
| −00:49:00 | Carregamento de metano líquido em andamento para a Starship                                                     | Sucesso                                                |
| −00:47:00 | Carregamento de oxigênio líquido em andamento para a Starship                                                   | Sucesso                                                |
| −00:40:00 | Carregamento de metano líquido em andamento para o Super Heavy Booster                                          | Sucesso                                                |
| −00:37:00 | Carregamento de oxigênio líquido em andamento para o Super Heavy Booster                                        | Sucesso                                                |
| −00:19:40 | Resfriamento de motores do Booster                                                                              | Sucesso                                                |
| −00:03:30 | Carregamento de propelentes do Booster finalizado                                                               | Sucesso                                                |
| −00:02:50 | Carregamento de propelentes da Starship finalizado                                                              | Sucesso                                                |
| −00:00:30 | Diretor de Voos da SpaceX realiza votação e verifica se voo está liberado (GO for launch)                       | Sucesso                                                |
| −00:00:10 | Ativação do sistema defletor de chamas                                                                          | Sucesso                                                |
| −00:00:03 | Ignição dos motores do Booster                                                                                  | 33 dos motores acesos, com 1 desligando aos T+00:00:03 |
| 00:00:02  | Lançamento | Sucesso                                                |
| 00:01:02  | Max q (momento de estresse máximo sobre o foguete)                                                              | Sucesso                                                |
| 00:02:41  | MECO (Desligamento dos motores principais do Booster)                                                           | Sucesso                                                |
| 00:02:44  | Ignição dos motores da Starship e separação de estágios (hot-staging)                                           | Sucesso                                                |
| 00:02:49  | Início da queima para retorno do Booster                                                                        | Sucesso                                                |
| 00:03:52  | Fim da queima para retorno do Booster                                                                           | Sucesso                                                |
| 00:03:55  | Desacoplamento do anel de hot-staging                                                                           | Sucesso                                                |
| 00:06:39  | Booster atinge velocidade trânsonica                                                                            | Sucesso                                                |
| 00:06:43  | Início da queima para aterrisagem do Booster                                                                    | 12 dos 13 motores reacendidos                          |
| 00:07:04  | Fim da queima para aterrisagem do Booster, com pouso no oceano                                                  | Sucesso                                                |
| 00:08:23  | SECO (Desligamento dos motores da Starship)                                                                     | Sucesso                                                |
| 00:47:25  | Reentrada atmosférica da Starship                                                                               | Veículo danificado durante a reentrada                 |
| 01:03:11  | Starship atinge velocidade trânsonica                                                                           | Sucesso                                                |
| 01:04:01  | Starship atinge velocidade subsônica                                                                            | Sucesso                                                |
| 01:05:38  | Manobra de pouso da Starship                                                                                    | Sucesso                                                |
| 01:05:43  | Início da queima para aterrisagem da Starship                                                                   | Sucesso                                                |
| 01:05:48  | Fim da queima para aterrisagem da Starship, com pouso no oceano                                                 | Veículo pousa 6km fora do alvo                         |